# 凤羽镇
凤羽镇，是中华人民共和国云南省大理白族自治州洱源县下辖的一个乡镇级行政单位。2010年被评为中国历史文化名镇。

## 行政区划
凤羽镇下辖以下地区：
凤翔村、源胜村、上寺村、白米村、江登村、凤河村、起凤村、庄上村和振兴村。